# Thomas Fullenwarth
Thomas Fullenwarth, né le 27 janvier 1987 en France, est un footballeur français qui joue au poste de défenseur central.

## Biographie
Après avoir joué dans plusieurs clubs de BGL League  et Promotion d'Honneur (1ère et 2ème divisions luxembourgeoises), Thomas Fullenwarth tient actuellement une chronique hebdomadaire de football dans le quotidien luxembourgeois "Luxemburger Wort" intitulée "Le débrief", et participe à une émission radiophonique hebdomadaire d'une heure sur Radio Latina, "Zone mixte".

## Palmarès
- Championnat du Luxembourg
  - Vainqueur : 2010